# Tarik Phillip
Tarik Phillip (Brooklyn, 10 agosto 1993) è un cestista statunitense con cittadinanza britannica.

## Statistiche

### College
| Anno      | Squadra         | PG  | PT | MP   | TC%  | 3P%  | TL%  | RP  | AP  | PRP | SP  | PP  |
| --------- | --------------- | --- | -- | ---- | ---- | ---- | ---- | --- | --- | --- | --- | --- |
| 2014-2015 | WV Mountaineers | 34  | 0  | 12,9 | 46,9 | 21,4 | 68,9 | 1,5 | 0,8 | 1,1 | 0,1 | 4,1 |
| 2015-2016 | WV Mountaineers | 35  | 0  | 22,3 | 41,7 | 40,9 | 70,5 | 2,5 | 2,8 | 1,5 | 0,3 | 9,3 |
| 2016-2017 | WV Mountaineers | 37  | 15 | 24,3 | 40,7 | 37,9 | 73,6 | 2,9 | 3,0 | 1,7 | 0,4 | 9,5 |
| Carriera  | Carriera        | 106 | 15 | 20,0 | 42,1 | 37,0 | 71,4 | 2,3 | 2,2 | 1,5 | 0,2 | 7,7 |

### Eurocup
| Anno      | Squadra       | PG | PT | MP   | TC%  | 3P%  | TL%  | RP  | AP  | PRP | SP  | PP   |
| --------- | ------------- | -- | -- | ---- | ---- | ---- | ---- | --- | --- | --- | --- | ---- |
| 2019-2020 | Tofaş Bursa   | 16 | 9  | 25,9 | 47,4 | 39,6 | 80,4 | 3,4 | 4,1 | 1,6 | 0,2 | 11,6 |
| 2021-2022 | Reyer Venezia | 9  | 4  | 17,2 | 34,6 | 32,1 | 57,1 | 1,2 | 2,3 | 0,7 | 0,1 | 5,7  |
| 2023-2024 | London Lions  | 20 | 17 | 24,4 | 38,1 | 28,6 | 70,8 | 3,4 | 4,2 | 1,3 | 0,2 | 9,0  |
| Carriera  | Carriera      | 45 | 30 | 23,5 | 41,1 | 33,3 | 74,0 | 3,0 | 3,8 | 1,3 | 0,2 | 9,3  |

## Palmarès
- British Basketball League: 1

London Lions: 2023-2024